# Закон орлиного пера
Закон орлиного пера — закон, обеспечивающий множество исключений к федеральным законам в отношении диких орлов и других перелётных птиц так, чтобы коренные американцы могли продолжать свою традиционную практику.
В соответствии с действующим законом орлиного пера, только признанные на федеральном уровне потомки коренных американцев имеют право на оборот орлиных перьев. Несанкционированные лица, пойманные с орлом или имеющие в распоряжении части его тела, могут быть оштрафованы на сумму до $25.000. Закон орлиного пера позволяет лицам, которые являются членами признанных на федеральном уровне племён, получать орлиные перья и разрешения на них.

## Критерии собственности
Закон орлиного пера вызвал продолжающуюся дискуссию по поводу критериев собственности и владения орлами и частями их тел по признаку расы, этнического происхождения и членства в каком-нибудь из племён. Было несколько правовых проблем, в которых конституционность закона и положения расовой сегрегации были поставлены под сомнение.
Сейчас существуют несколько организаций и лиц, занимающихся внесением поправок в формулировку закона, позволяющих индейским племенам и их членам больше возможностей для выбора приемлемых владельцев орлиных перьев из неиндейцев для религиозного использования.
Защитники закона утверждают, что это единственная правовая защита духовности коренных американцев, а из-за ограниченности запасов увеличение числа людей, которые могут иметь перья, может сильно уменьшить их количество. Аргументы в пользу внесения изменений в закон базируются на том основании, что он накладывает расовые ограничения, традиционно отсутствующие в индейских обществах, и, кроме того, выполнение обязательного требования по племенной регистрации для обладания орлом подрывает суверенитет племён и их право на другие племенные обычаи с использованием орлиных перьев, тем самым вредя сохранению традиционных ценностей и практики коренных обществ, что приветствовалось некоренными американцами на протяжении веков. Также утверждается, что ограничения по признакам расы препятствуют коренным американцам, которые не могут доказать своё происхождение, использовать их наследие.
Сторонники удаления расовых требований из закона 50 CFR 22 заявляют, что, поскольку такие действия позволят всем гражданам США подать заявку на получение орлов или частей их тел из Национального хранилища орлов (действует под контролем USFWS), это расширит возможности правительства по регулированию учреждений и программ по защите хищных птиц за счёт снижения рентабельности браконьерства и нелегальной торговли орлиными перьями.